# Patric Knowles
Reginald Lawrence Knowles (Horsforth, 11 de novembro de 1911 - Los Angeles, 23 de dezembro de 1995) foi um ator britânico. Ele participou de mais de 80 filmes, entre eles, A Carga da Brigada Ligeira (1936), As Aventuras de Robin Hood (1938) e Como Era Verde o Meu Vale (1941), vencedor do Oscar, dirigido por John Ford.